# Another War
Another War est un jeu vidéo de rôle développé et édité par Cenega (pl), sorti en 2003 sur Windows et Mac. Il se situe dans le contexte de la Seconde Guerre mondiale ce qui est original pour un RPG.

## Accueil
- Gamekult : 4/10[1]
- Jeux vidéo Magazine : 9/20[2]